# LP 40-365
LP 40-365 är en ensam stjärna i den södra delen av stjärnbilden Lilla björnen. Den har en skenbar magnitud av ca 15,5 och kräver ett kraftfullt teleskop för att kunna observeras. Baserat på parallax på ca 1,58 mas, beräknas den befinna sig på ett avstånd på ca 2 000 ljusår (ca 632 parsek) från solen. Den rör sig bort från solen med en heliocentrisk radialhastighet på 498 km/s.

## Nomenklatur
"LP"-namnet kommer från Luyten-Palomar proper motion-katalogen där den infördes på 1960-talet. Ett annat katalognamn för stjärnan är "GD 492". Stjärnan katalogiserades som ett Giclas-objekt med beteckningen "GD 492" tilldelad av Henry Giclas år 1970.

## Egenskaper
LP 40-365 är en blå till vit dvärgstjärna av spektralklass DZ med låg massa. Den har en massa som är ca 0,14 solmassa,  en radie som är ca 0,078 solradie och har en effektiv temperatur av ca 10 100 K.

Tangentiell rörelse av LP 40-365 mellan 1955 och 1995. Synfältet är 8 × 8 bågminuter. Kredit: Digitaliserad himmelundersökning

LP 40-365  färdas med hög hastighet genom Vintergatan och har en mycket ovanlig grundämnessammansättning, som underskott av väte, helium och kol. Den kan ha producerats i en subluminös supernova typ Iax som misslyckades med att totalt förinta dess värdstjärna.